# Paysage de la rivière Nedre Dalälven
Paysage de la rivière Nedre Dalälven est une réserve de biosphère de Suède. Elle couvre une section du fleuve Dalälven appelée Bas-Dalälven (Nedre Dalälven). Le cœur de la zone est constitué de plusieurs fjärds, des sortes de lacs ponctuant le cours du fleuve, dont en particulier celui de Färnebofjärden, classé parc national. Cette section du fleuve est marquée par d'importantes et fréquentes inondations. La réserve de biosphère est ainsi un vaste mosaïque d'eau, de marais et de forêts. Une autre caractéristique de la réserve est qu'elle se situe près du Limes Norrlandicus, la frontière biologique entre le nord et le sud, faisant de la réserve un lieu de rencontre d'espèces caractéristiques du nord et du sud. La population d'oiseaux y est en particulier très riche. Une partie de la zone est un site Ramsar.